# Robert Hardy (basgitarist)

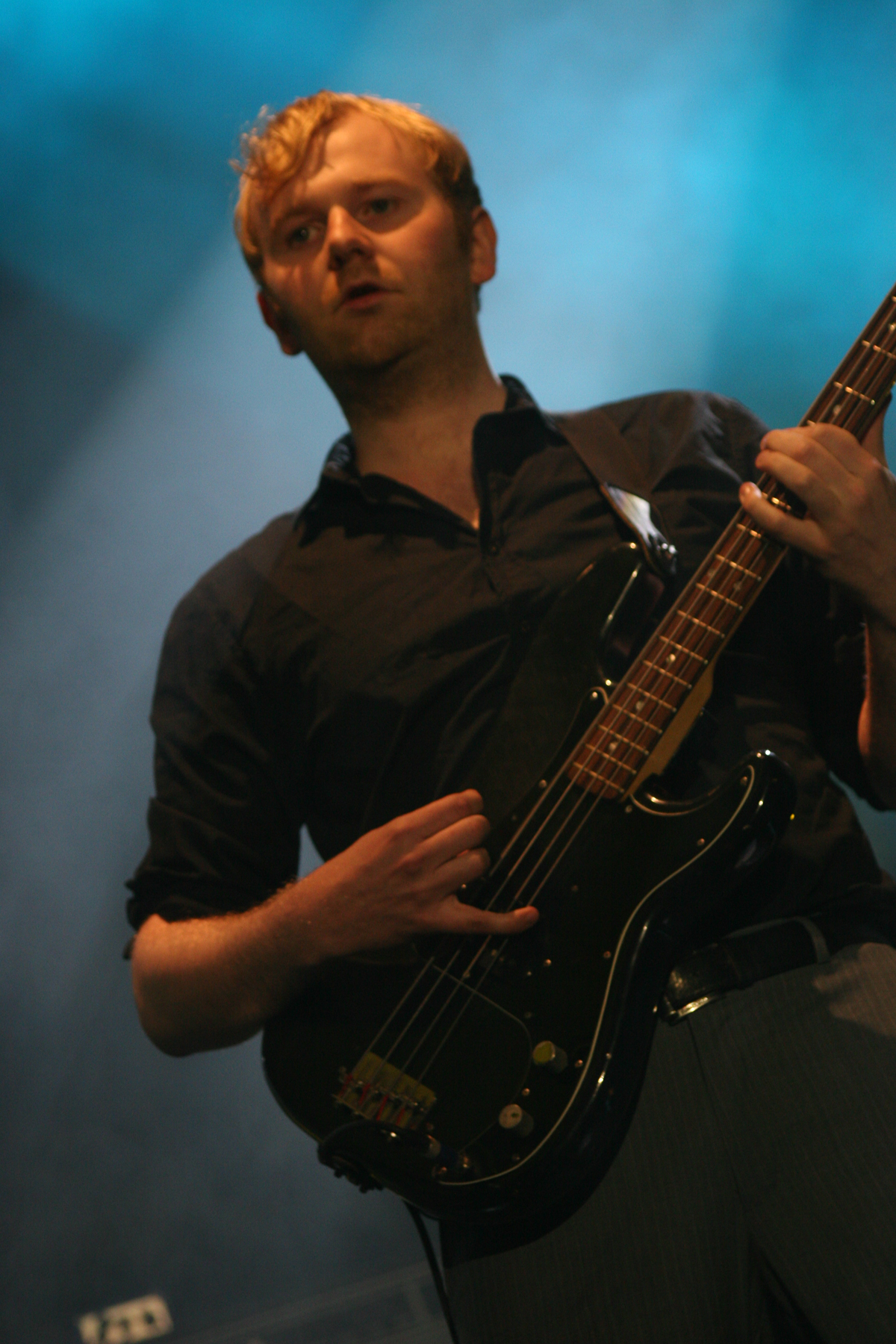
Robert Hardy (basgitarist)

Robert Byron (Bob) Hardy (Bradford, West Yorkshire 16 augustus 1980) is een basgitarist uit Groot-Brittannië.

## Biografie
Hardy is de bassist van de band Franz Ferdinand uit Glasgow. Als student aan de Glasgow School of Art ontmoette hij Alexander Kapranos. In 2001 besloot hij samen met Alex een band op te richten die zou uitgroeien tot Franz Ferdinand.
Bob Hardy bespeelt een 1974 en 1978 Rickenbacker,  4001's Hagström en een Fender Jazz-basgitaar. Hij gebruikte een SWR Goliath bass cabinet, maar nu een Ampeg SVT Pro head en Ampeg 8x10 cabs.
Hij gebruikt Ernie Ball snaren - roundwounds, medium gauge.
- MusicBrainz: 6797e740-b6a5-4019-9369-dd49e1381ff6
- Virtual International Authority File: 3431154260864524480008